# Reginald Smith
Temple de la renommée : 1972
Reginald Smith, surnommé Hooley Smith, (né le 7 janvier 1903 et mort le 24 août 1963) est un joueur professionnel canadien de hockey sur glace. Double champion de la Coupe Stanley en 1927 et 1935, il est membre du temple de la renommée du hockey depuis 1972. Il est également un médaillé d'or avec les Granites de Toronto, représentant l'équipe du Canada aux Jeux olympiques de 1924.

## Carrière

### Carrière amateur
Natif de Toronto en Ontario au Canada, Smith commence sa carrière en jouant pour les équipes juniors de la ville. Ainsi, après avoir joué pour les Beaches en 1919-20 puis pour le Canoë Club de Parkdale, il rejoint l'équipe des Granites de Toronto en 1921. Il y joue l'équipe junior en 1921-22 puis pour l'équipe senior la saison d'après. L'équipe remporte en 1922 et 1923 la Coupe Allan de la meilleure équipe amateur du Canada et grâce à la seconde victoire, Smith et les Granites sont sélectionnés pour représenter le Canada lors des Jeux olympiques de 1924 à Chamonix en France.
Ce tournoi olympique est le premier tournoi de hockey organisé lors des Jeux d'hiver, l'édition précédente s'étant joué lors des Jeux olympiques d'été d'Anvers. Lors de la préparation du tournoi, les Granites jouent une série de matchs hors compétition et au cours des quinze parties disputées, Smith réalise un record de 14 passes décisives.
Le tournoi à proprement parler voit la victoire incontestée de l'équipe canadienne qui domine de manière écrasante l'ensemble de ses adversaires : 30-0 contre la Tchécoslovaquie pour le premier match le 28 janvier, 22-0 contre la Suède le lendemain et 33-0 contre la Suisse, le sur-lendemain. L'équipe termine logiquement à la première place de la poule A sans que leur gardien, Jack Cameron, ne prenne le moindre but. Lors des demi-finales, les Granites s'impose 19-2 contre la Grande-Bretagne et ils retrouvent les voisins des États-Unis pour la finale. Smith inscrit un des six buts de son équipe pour la seconde médaille d'or de hockey de l'histoire de son pays aux Jeux, l'unique médaille ramassée par le Canada cette année. Malgré un total de 33 points en 5 matchs, Smith ne termine pas meilleur pointeur du tournoi : il laisse les deux premières places à ses coéquipiers de première ligne : Harry Watson avec ses 46 points — dont 37 buts — et Albert McCaffery qui ne termine qu'un point devant Smith. Au total, l'équipe inscrit 122 buts tout en ne concédant que 3. Elle est composée des joueurs suivants : Jack Cameron, Ernie Collett, Albert McCaffery, Harold McMunn, Duncan Munro, Beattie Ramsay, Cyril Slater, Harry Watson et Smith.

### Signature d'un contrat professionnel
Smith fait assez parler de lui avec notamment un but lors de la finale et une présence physique contre les joueurs américains, qu'à son retour au Canada, il se voit offrir un contrat par les Arenas de Toronto de la Ligue nationale de hockey pour un montant de 2 000 dollars. Smith a déjà des idées bien arrêtées sur sa valeur et demande 9 000 dollars pour trois saisons. Charlie Querrie, président des Arenas, pense alors qu'une liasse de billet de dollars peut suffire à faire changer d'avis Smith mais ce dernier lui répond que si son club à besoin d'argent, ils peuvent vendre Reg Noble ou Jack Adams.
Alors que les Maroons et les Canadiens tentent également et infructueusement de lui faire signer un engagement professionnel, il signe le 31 octobre 1924, son premier contrat professionnel avec les Sénateurs d'Ottawa de la LNH, déjà huit fois champions de la Coupe Stanley, trophée ultime du monde du hockey.

#### Avec les Sénateurs
Il termine sa première saison dans la LNH à la onzième place du classement des pointeurs avec 23 réalisations mais ce n'est pas suffisant pour jouer les séries éliminatoires de la Coupe Stanley : l'équipe termine à la quatrième place du classement général et seules les trois meilleures franchises sont alors qualifiées. En 1925-1926, l'équipe parvient à se qualifier pour les séries en terminant à la première place de la saison régulière avec 24 victoires en 36 matchs. Smith est second pointeur de l'équipe derrière Cy Denneny et à égalité avec Frank Nighbor, tous les trois jouant ensembles sur la même ligne. Les Sénateurs ne parviennent pas à se qualifier pour la finale de la Coupe Stanley contre le champion de l'Association de hockey de la Côte du Pacifique. Ils sont en effet éliminés par l'équipe de leur ancien gardien de but, Clint Benedict, les Maroons de Montréal.
La saison 1926-1927 est la bonne pour les Sénateurs : ils remportent la première place de la saison régulière dans une ligue où évoluent désormais trois équipes de plus que la saison passée pour un total de dix prétendants au trophée ultime. Cette fois-ci, ils gagnent 30 des 44 parties jouées et décrochent un record de la ligue pour le plus grand nombre de victoires en saison régulière. Smith ne figure plus parmi les meilleurs pointeurs de son équipe, puisqu'il n'inscrit que 15 points mais il figure parmi les joueurs les plus pénalisés de la LNH avec 125 minutes récoltées, troisième meilleur total derrière Nels Stewart et ses 133 minutes.
Au cours des séries, l'équipe est d'office qualifiée pour le second tour où elle retrouve les Canadiens de Montréal. Les Canadiens sont écartés en deux matchs pour un total de 5 buts à 1 et les adversaires des Sénateurs pour la finale de la Coupe Stanley sont les Bruins de Boston. La finale est prévue en trois matchs mais les deux équipes faisant match nul à deux reprises, quatre matchs sont finalement nécessaires pour sacrer les Sénateurs. Lors du match de la victoire pour son équipe, Smith attaque et blesse le joueur adverse Harry Oliver. À la suite de cet incident, il est suspendu par le Président de la LNH, Frank Calder, pour une durée d'un mois, la punition prenant effet au début de la saison suivante.

#### Avec les Maroons

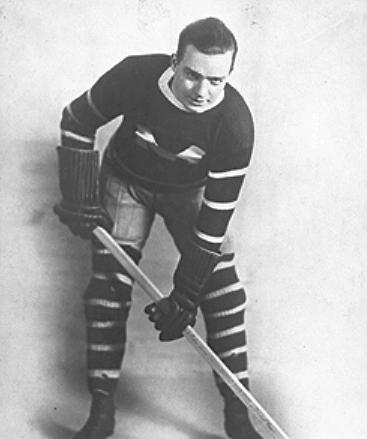
Nels Stewart, coéquipier de Smith pendant de nombreuses saisons.

N'ayant jamais réussi à s'entendre avec ses coéquipiers, Hooley Smith est échangé par les Sénateurs d'Ottawa le 7 octobre 1927 en retour de Harry Broadbent, alors âgé de 35 ans, et de 22 500$, le club des Sénateurs étant alors en difficultés financières,. Il termine cette première saison avec les Maroons à la deuxième place des buteurs et des pointeurs de l'équipe derrière Nels Stewart.
Seconds de la saison régulière, les Maroons jouent leur quart-de-finale de la série contre l'ancienne équipe de Smith, les  Sénateurs. Les Maroons emmenés par l'ancien gardien des Sénateurs, Clint Benedict, passent le premier tour en deux matchs avec seulement un but inscrit par les Sénateurs. Les Maroons passent le tour suivant en battant les Canadiens de Montréal en demi-finale pour accéder à la finale de la Coupe Stanley contre les Rangers de New York. Le premier match tourne à l'avantage des Maroons avec deux buts de Stewart et un blanchissage de Benedict alors que le second match est remporté par les Rangers avec Lester Patrick entraîneur des Rangers qui finit le match dans les buts de son équipe à la place de Lorne Chabot, blessé à l'œil par un lancer de Stewart,. Les Maroons remportent un second match lors de la troisième rencontre en réalisant encore une fois un blanchissage et en marquant deux buts à Miller. Les deux derniers matchs de la finale sont remportés par les Rangers sur la marque de 1-0 puis de 2-1, Boucher inscrivant les trois buts de son équipe.
La saison suivante est une saison catastrophique pour les Maroons : ils passent du statut de finalistes de la Coupe à celle de derniers de la division canadienne. Avec seulement quinze victoires contre vingt défaites et neuf matchs nuls, les Maroons ne totalisent à l'issue des 44 matchs que 39 points. Ils pointent alors à la huitième place du classement général de la LNH et ils manquent les séries pour la deuxième fois de leur histoire. Smith est quant à lui troisième pointeur de l'équipe avec un total de 19 réalisations, trois points derrière Jimmy Ward et dix derrière Stewart.
En 1929-1930, Dunc Munro, ancien coéquipier médaillé olympique de Smith, est nommé directeur-général de la franchise et entraîneur de l'équipe. Il décide d'aligner Smith aux côtés de Albert « Babe » Siebert qui jouait en défense la saison précédente en raison d'une pénurie de défenseurs de métier, et de Nels Stewart. Ensemble, ils forment le fameux trio des « S », la S Line et terminent aux trois premières places des pointeurs de l'équipe avec respectivement 55, 33 et  30 points pour Stewart, Siebert et Smith. Smith doit attendre deux saisons de plus pour être mis en avant par la LNH à l'issue de la saison 1931-1932 : pour la première fois depuis son arrivée au club, Stewart n'est plus le meilleur pointeur de l'équipe et il glisse même à la cinquième place, Dave Trottier et Smith terminant tous deux avec 44 points soit onze de plus que Stewart. L'équipe perd au second tour des séries contre les Maple Leafs de Toronto 4 buts à 3 en deux matchs. Hooley Smith est mis en avant par la LNH en étant sélectionné au sein de la seconde équipe d'étoiles de la saison, premier joueur de l'histoire des Maroons à être mis en avant par un tel honneur après sa mise en place fin 1931.
La saison suivante voit la dissolution de la « S-line » en raison de difficultés financières. Smith assiste alors au départ de Siebert le 2 juillet 1932, pour prendre la direction des Rangers de New York puis dix jours plus tard, c'est au tour de l'autre joueur vedette de l'équipe, Nels « Old Poison » Stewart de quitter le club pour rejoindre celui des Bruins de Boston. Le président des Bruins déclare alors qu'il s'agit d'un des plus gros transferts qu'il ait jamais réalisés. Smith prend alors le rôle de capitaine de l'équipe laissé vacant par Stewart.
L'attaque des Maroons est alors menée par Baldy Northcott, Smith et Paul Haynes, tous trois meneurs de l'équipe avec un total de 43 points pour Northcott et de 41 pour les deux autres joueurs. Au niveau de la LNH, seuls Bill Cook des Rangers et Harvey « Busher » Jackson des Maple Leafs connaissent une meilleure fiche de saison avec 50 et 44 points. L'équipe termine à la seconde place de la division canadienne quatre points derrière Toronto mais les Maroons sont éliminés en deux matchs par les Red Wings de Détroit.
Avec 37 points, Smith continue à mener l'attaque des Maroons pour la saison 1933-1934, huitième pointeur de la LNH mais encore une fois les Maroons craquent au second tour des séries. La saison est gâchée par deux accidents graves dont la blessure grave d'Ace Bailey. Le 12 décembre 1933, au cours d'un match entre les Maple Leafs de Toronto et les Bruins de Boston, à la suite d'une première charge de King Clancy des Leafs sur Eddie Shore, celui-ci répond en faisant une mise en échec robuste sur Ace Bailey. La tête de ce dernier frappe violemment la glace et même s'il survit à l'incident, il ne peut plus jamais jouer au hockey. Deux mois plus tard, ce qui est considéré comme le premier Match des étoiles de la LNH est organisé en son honneur et oppose les Maple Leafs de Toronto à une sélection de joueurs des autres équipes. Smith et Ward sont alors appelés pour représenter les Maroons lors du match.
En 1934-1935, Smith est le second pointeur de l'équipe à égalité avec Herbert Cain et Russ Blinco pour 27 points au total, sept de moins qu'Earl Robinson. Avec seulement 5 buts mais 22 passes, Smith termine meilleur passeur de l'équipe.

## Statistiques
| Saison     | Équipe                 | Ligue       |     | Saison régulière | Saison régulière | Saison régulière | Saison régulière | Saison régulière |    | Séries éliminatoires | Séries éliminatoires | Séries éliminatoires | Séries éliminatoires | Séries éliminatoires |
| Saison     | Équipe                 | Ligue       | PJ  | B                | A                | Pts              | Pun              | PJ               | B  | A                    | Pts                  | Pun                  |                      |                      |
| 1919-1920  | Beaches de Toronto     | AHO Jr.     |     |                  |                  |                  |                  |                  |    |                      |                      |                      |                      |                      |
| 1920-1921  | Canoë Club de Parkdale | AHO Jr.     | 3   | 3                | 0                | 3                |                  |                  |    |                      |                      |                      |                      |                      |
| 1921-1922  | Granites de Toronto    | AHO Jr.     | 5   | 1                | 0                | 1                |                  | 1                | 0  | 0                    | 0                    |                      |                      |                      |
| 1922-1923  | Granites de Toronto    | AHO Sr.     | 8   | 3                | 3                | 6                |                  | 2                | 1  | 0                    | 1                    | 2                    |                      |                      |
| 1922-1923  | Granites de Toronto    | Coupe Allan | 6   | 1                | 6                | 7                | 12               |                  |    |                      |                      |                      |                      |                      |
| 1923-1924  | Granites de Toronto    | Exhib.      | 15  | 10               | 14               | 24               |                  | 5                | 17 | 16                   | 33                   |                      |                      |                      |
| 1924-1925  | Sénateurs d'Ottawa     | LNH         | 30  | 10               | 13               | 23               | 81               |                  |    |                      |                      |                      |                      |                      |
| 1925-1926  | Sénateurs d'Ottawa     | LNH         | 28  | 16               | 9                | 25               | 53               | 2                | 0  | 0                    | 0                    | 14                   |                      |                      |
| 1926-1927  | Sénateurs d'Ottawa     | LNH         | 43  | 9                | 6                | 15               | 125              | 6                | 1  | 0                    | 1                    | 16                   |                      |                      |
| 1927-1928  | Maroons de Montréal    | LNH         | 34  | 14               | 5                | 19               | 72               | 9                | 2  | 1                    | 3                    | 23                   |                      |                      |
| 1928-1929  | Maroons de Montréal    | LNH         | 41  | 10               | 9                | 19               | 120              |                  |    |                      |                      |                      |                      |                      |
| 1929-1930  | Maroons de Montréal    | LNH         | 42  | 21               | 9                | 30               | 83               | 4                | 1  | 1                    | 2                    | 14                   |                      |                      |
| 1930-1931  | Maroons de Montréal    | LNH         | 39  | 12               | 14               | 26               | 68               |                  |    |                      |                      |                      |                      |                      |
| 1931-1932  | Maroons de Montréal    | LNH         | 43  | 11               | 33               | 44               | 49               | 4                | 2  | 1                    | 3                    | 2                    |                      |                      |
| 1932-1933  | Maroons de Montréal    | LNH         | 48  | 20               | 21               | 41               | 66               | 2                | 2  | 0                    | 2                    | 2                    |                      |                      |
| 1933-1934  | Maroons de Montréal    | LNH         | 47  | 18               | 19               | 37               | 58               | 4                | 0  | 1                    | 1                    | 6                    |                      |                      |
| 1934-1935  | Maroons de Montréal    | LNH         | 46  | 5                | 22               | 27               | 41               | 6                | 0  | 0                    | 0                    | 14                   |                      |                      |
| 1935-1936  | Maroons de Montréal    | LNH         | 47  | 19               | 19               | 38               | 75               | 3                | 0  | 0                    | 0                    | 2                    |                      |                      |
| 1936-1937  | Bruins de Boston       | LNH         | 44  | 8                | 10               | 18               | 36               | 3                | 0  | 0                    | 0                    | 0                    |                      |                      |
| 1937-1938  | Americans de New York  | LNH         | 47  | 10               | 10               | 20               | 23               | 6                | 0  | 3                    | 3                    | 0                    |                      |                      |
| 1938-1939  | Americans de New York  | LNH         | 48  | 8                | 11               | 19               | 18               | 2                | 0  | 0                    | 0                    | 14                   |                      |                      |
| 1939-1940  | Americans de New York  | LNH         | 47  | 7                | 8                | 15               | 41               | 3                | 3  | 1                    | 4                    | 2                    |                      |                      |
| 1940-1941  | Americans de New York  | LNH         | 41  | 2                | 7                | 9                | 4                |                  |    |                      |                      |                      |                      |                      |
| Totaux LNH | Totaux LNH             | Totaux LNH  | 715 | 200              | 225              | 425              | 1013             | 54               | 11 | 8                    | 19                   | 109                  |                      |                      |

### Statistiques en équipe nationale
| Année | Équipe                              | Édition                     | PJ | B  | A  | Pts | Pun | Résultat      |
| ----- | ----------------------------------- | --------------------------- | -- | -- | -- | --- | --- | ------------- |
| 1924  | Granites de Toronto, pour le Canada | Jeux olympiques de Chamonix | 5  | 17 | 16 | 33  | 4   | Médaille d'or |

## Trophées et honneurs
- Maroons de Montréal
  - Capitaine de l'équipe entre 1932 et 1936
- Ligue nationale de hockey
  - Coupe Stanley en 1927 avec les Sénateurs d'Ottawa et en 1935 avec les Maroons de Montréal.
  - Seconde équipe d'étoiles en 1931-1932
  - Première équipe d'étoiles en 1935-36

## Transactions en carrière
Tout au long de sa carrière, Smith a été échangé par des propriétaires ayant un besoin d'argent. La liste de ses mouvements est reprise ci-dessous :
- 31 octobre 1924 — signe en tant qu'agent libre avec les Sénateurs d'Ottawa.
- 7 octobre 1927 — échangé aux Maroons de Montréal par les Sénateurs en retour de Harry Broadbent et de 22 500$
- 26 octobre 1936 — échangé aux Bruins de Boston par les Maroons en retour d'une compensation financière et d'un joueur déterminé par la suite. Finalement, ce joueur sera Gerry Shannon qui fait le trajet inverse en décembre.
- 5 novembre 1937 — échangé aux Americans de New York par Boston en retour d'une compensation financière.